# Khodeza Nasreen Akhter Hossain
Khodeza Nasreen Akhter Hossain é uma política da Liga Awami de Bangladesh e um membro do Parlamento de Bangladesh num assento reservado.

## Carreira
Hossain foi eleita para o parlamento para um assento reservado como candidata da Liga Awami de Bangladesh em 2019. Ela é membro da bancada parlamentar sobre os direitos da criança.